# Gösta Sterky
Gustaf (Gösta) Ludvig Teodor Sterky, född den 22 juni 1905 i Stockholm, död den 17 december 1982 i Långshyttan, var en svensk ingenjör och företagsledare. Han var son till Carl Edvard Sterky.
Sterky avlade studentexamen 1923 och avgångsexamen vid Kungliga Tekniska högskolan 1929. Han var reservofficer vid Svea artilleriregemente 1925–1936. Sterky genomförde studieresor till Tyskland som stipendiat 1930 och till Frankrike och Förenta staterna som Jernkontorets och Sverige-Amerikastiftelsens stipendiat 1933–1934. Han var ingenjör vid Jernkontorets tekniska forskningsverksamhet 1929, vid Fagersta bruk 1929, vid Fagersta- och Forsbackaverken 1930–1942, överingenjör vid Fagerstaverken 1942–1943, överingenjör och platschef vid Klosterverken 1943–1957. Vid sidan av verksamheten inom industrin var han ingenjör vid statens bränslekommission 1941 och vid industrikommissionen 1941–1942. Sterky blev teknisk direktör vid Fagersta bruk 1957 och var vice verkställande direktör där 1961–1970. Han blev riddare av Vasaorden 1963.